# 三重県道119号松阪度会線
三重県道119号松阪度会線（みえけんどう119ごう まつさかわたらいせん）は、三重県松阪市から度会郡度会町に至る一般県道である。

## 概要
松阪市早馬瀬町から度会郡度会町坂井に至る。

### 路線データ
- 起点：松阪市早馬瀬町（87番地先[1]：早馬瀬町交差点、三重県道37号鳥羽松阪線交点、三重県道421号勢和兄国松阪線上）
- 終点：度会郡度会町坂井（字南園796番地先[1]：三重県道38号伊勢大宮線交点）
- 総延長：14.335 km

## 歴史
- 1932年（昭和7年） - 三重県道119号松阪度会線として整備開始。
- 1934年（昭和9年） - 女鬼トンネル（女鬼隧道）開通。
- 1996年（平成8年） - 新女鬼トンネル開通。これにより、旧女鬼トンネルは役目を終える。

## 路線状況

### 重複区間
- 三重県道421号勢和兄国松阪線（松阪市早馬瀬町・早馬瀬町交差点（起点） - 多気郡多気町多気）
- 三重県道529号多気停車場斎明線（多気郡多気町弟国・弟国交差点 - 多気郡多気町多気）
- 三重県道13号伊勢多気線（多気郡多気町野中・野中交差点 - 多気郡多気町野中）

### 道路施設

#### 橋梁
- 前川橋（祓川、松阪市 - 多気郡多気町）

#### トンネル
- 新女鬼トンネル：延長241 m、1996年（平成8年）竣工、多気郡多気町

## 地理

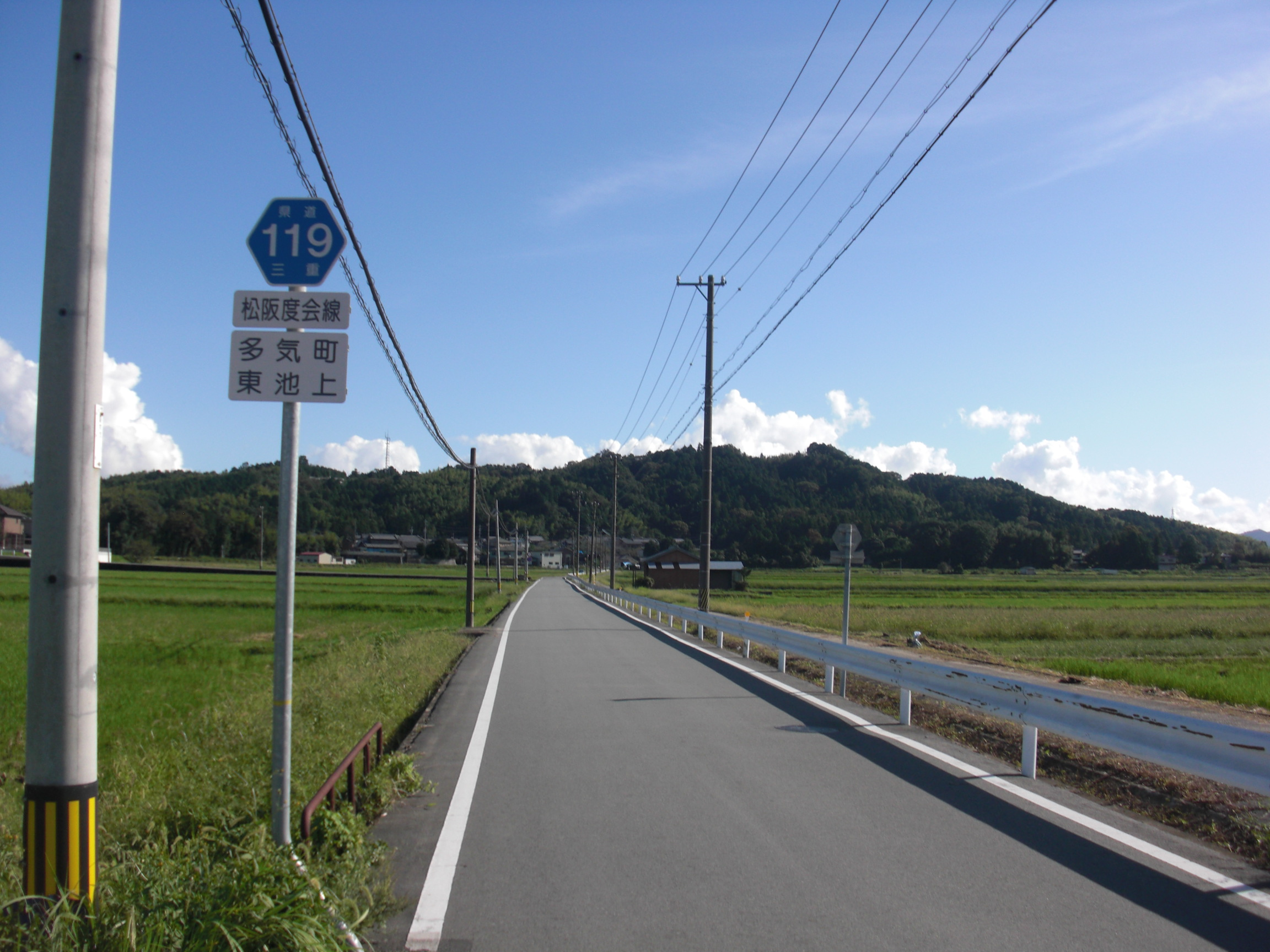
沿線風景（2011年9月）

本線の大部分は多気郡多気町である。

### 通過する自治体
- 三重県
  - 松阪市 - 多気郡多気町 - 度会郡度会町

### 交差する道路
| 交差する道路 | 市町村名 | 市町村名 | 交差する場所 | 交差する場所          |
| --- | -------- | -------- | ------------ | --------------------- |
| 三重県道37号鳥羽松阪線 三重県道421号勢和兄国松阪線 重複区間起点                                                   | 松阪市   | 松阪市   | 早馬瀬町     | 早馬瀬町交差点 / 起点 |
| 三重県道529号多気停車場斎明線 重複区間起点                                                                        | 多気郡   | 多気町   | 弟国         | 弟国交差点            |
| 三重県道421号勢和兄国松阪線 重複区間終点 三重県道529号多気停車場斎明線 重複区間終点 三重県道708号仁田多気停車場線 | 多気郡   | 多気町   | 多気         |                       |
| 広域農道中南勢二期地区 / ビーフロード                                                                             | 多気郡   | 多気町   | 土羽         | 土羽交差点            |
| 三重県道13号伊勢多気線 重複区間起点                                                                               | 多気郡   | 多気町   | 野中         | 野中交差点            |
| 三重県道13号伊勢多気線 重複区間終点                                                                               | 多気郡   | 多気町   | 野中         |                       |
| 三重県道150号前村野中線                                                                                           | 多気郡   | 多気町   | 野中         |                       |
| 三重県道709号相鹿瀬大台線                                                                                         | 多気郡   | 多気町   | 相鹿瀬       |                       |
| 三重県道38号伊勢大宮線                                                                                            | 度会郡   | 度会町   | 坂井         | 終点                  |

### 交差する鉄道
- 紀勢本線

### 沿線
- 松阪市漕代地区市民センター
- 松阪市立漕代小学校
- JR東海紀勢本線・参宮線 多気駅
- ダイヘン多気工場
- 多気町立外城田小学校
- 桧皮池
- 栃ヶ池
- 宮川用水